# Lenart Oblak
Lenart Oblak, slovenski biatlonec, * 27. junij 1991, Kranj.
Oblak je za Slovenijo nastopil na zimskih olimpijskih igrah leta 2018 v Pjongčangu, ko je dosegel deseto mesto v štafeti 4 × 7,5 km. Trikrat je nastopil na svetovnih prvenstvih, najboljši uvrstitvi je dosegel leta 2016, ko je bil 17. v štafeti in 69. na tekmi s posamičnim štartom. 